# 高步明
高步明（1964年1月—），江苏高邮人，汉族，中国共产党党员。中华人民共和国政治人物、第十三届全国人民代表大会解放军和武警部队代表。历任武警甘肃总队政委、中共重庆市委常委、重庆警备区政委。

## 生平
武警少將轉任解放軍少將。曾任武警南京市支队政委、武警某师政委，研究生學位。2018年，高步明代表解放军和武警部队出席第十三届全国人民代表大会。